# John Connally
John Bowden Connally, född 27 februari 1917 i Floresville, Texas, USA, död 15 juni 1993 i Houston, Texas, USA, var en amerikansk politiker och jurist. Connally tjänstgjorde som USA:s marinminister under 1961, var Texas guvernör mellan 1963 och 1969, samt som USA:s finansminister mellan 1971 och 1972.
John Connally tillhörde först det demokratiska partiet, men anslöt sig 1973 till det republikanska partiet.

## Bakgrund
John Connally var son till en arrendebonde och ett av sju syskon. Han var en av få från sin high school som gick vidare till högre studier. Connally tog både bachelor och juristexamen från University of Texas i Austin. Under andra världskriget tjänstgjorde han som officer i USA:s flotta och tillhörde staberna för såväl James Forrestal samt därefter för Dwight Eisenhower i vilket fälttåget i Nordafrika planerades. Han tjänstgjorde ombord på hangarfartyg i Stilla havet, först USS Essex för vilket han tilldelades Bronze Star Medal för tapperhet och sedan efteråt ombord på USS Bennington för vilket han erhöll Legion of Merit.
Efter kriget återgick han till juridiken, men blev övertalad att tjänstgöra som medarbetare åt senator Lyndon B. Johnson i USA:s senat. Efter att Johnson valts till USA:s vicepresident övertalade han president John F. Kennedy att utse Connally till marinminister. Connally blev inte långvarig som marinminister eftersom han ställde upp som kandidat till posten som Texas guvernör, vilket han också vann. Som guvernör öppnade han för kvinnor att studera vid Texas A&M University. Den 22 november 1963 sårades Connally allvarligt när han färdades i samma bil i vilken president John F. Kennedy mördades.
President Richard Nixon utnämnde honom till finansminister, men Connally villkorade detta med att Nixon även utnämnde George Bush, som strax dessförinan förlorat valet till USA:s senat mot Lloyd Bentsen, till något ämbete inom administrationen (Bush utnämndes till USA:s FN-ambassadör). Som finansminister genomförde Connally Nixonchocken, dvs övergången från guldmyntfoten. När vicepresident Spiro Agnew avgick 1973, spekulerades det i om Connally skulle efterträda denne, men president Nixon valde istället kongressledamoten Gerald Ford.
1974 anklagades Connally i domstol för att otillbörligt påverkat mjölkpriser i Texas. I rättegången hade Connelly en mängd prominenta karaktärsvittnen till sitt försvar, däribland Jacqueline Kennedy Onassis, Lady Bird Johnson, Barbara Jordan, Dean Rusk, Robert McNamara samt Billy Graham. Connally frikändes från anklagelserna. Han ställde upp som kandidat till valet av republikanernas presidentkandidat 1980 men Connally vann enbart en enda delegat i primärvalen och gav efter sitt avhopp sitt stöd till Ronald Reagan.
Efter en oljepriskollaps 1986 genomgick Connelly personlig konkurs. I december 1990 mötte han Iraks president Saddam Hussein för att denne skulle släppa tillfångatagna utlänningar och efter mötet med Hussein släpptes de.
John Connally dog 1993 av lungfibros och hans grav finns på Texas State Cemetery i Austin.

## Referenser

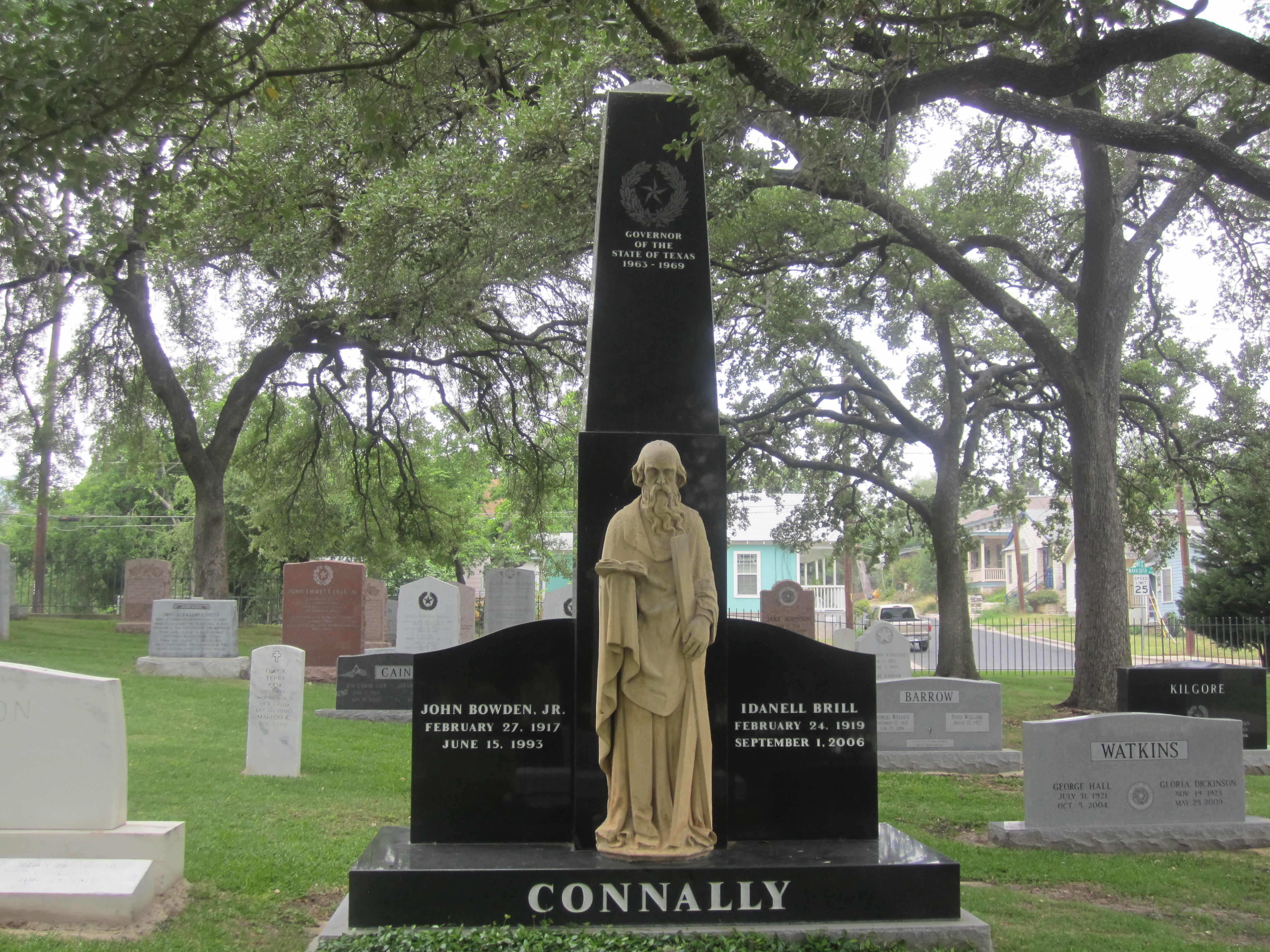
Gravvården.